# S'è fatta notte
S'è fatta notte è stato un programma televisivo italiano condotto da Maurizio Costanzo e andato in onda su Rai 1 dal 2012  al 2022.

## Il programma
Il programma, fino alla 9ª edizione, era ambientato in un finto bar all'ora di chiusura, con luci soffuse. Il cameriere, interpretato da Enrico Vaime, stava riordinando quando arrivavano dei clienti, ovvero Maurizio Costanzo e l'ospite di turno. Dalla 10ª edizione era ambientato in uno studio la cui scenografia ricordava due programmi del passato di Costanzo: Bontà loro ed Acquario. Nell'11ª edizione Costanzo era affiancato da Pino Strabioli.
La sigla della trasmissione era una versione strumentale di Quattro amici di Gino Paoli.

## Edizioni
| Edizione | Inizio            | Fine             | Conduzione        | Puntate |
| -------- | ----------------- | ---------------- | ----------------- | ------- |
| 1        | 26 maggio 2012    | 16 giugno 2012   | Maurizio Costanzo | 4       |
| 2        | 6 ottobre 2012    | 23 marzo 2013    | Maurizio Costanzo | 21      |
| 3        | 26 gennaio 2014   | 29 marzo 2014    | Maurizio Costanzo | 9       |
| 4        | 13 settembre 2014 | 22 febbraio 2015 | Maurizio Costanzo | 18      |
| 5        | 17 settembre 2016 | 17 giugno 2017   | Maurizio Costanzo | 7       |
| 6        | 23 ottobre 2017   | 7 maggio 2018    | Maurizio Costanzo | 24      |
| 7        | 24 settembre 2018 | 24 giugno 2019   | Maurizio Costanzo | 29      |
| 8        | 30 settembre 2019 | 13 luglio 2020   | Maurizio Costanzo | 20      |
| 9        | 28 settembre 2020 | 26 aprile 2021   | Maurizio Costanzo | 21      |
| 10       | 27 settembre 2021 | 13 giugno 2022   | Maurizio Costanzo | 27      |
| 11       | 3 ottobre 2022    | 28 novembre 2022 | Maurizio Costanzo | 8       |